# ویروس لوسمی گربه‌سانان
ویروس لوسمی گربه سانان (به انگلیسی: Feline leukemia virus) که با نام سرطان خون گربه هم شناخته می‌شود و از خانواده رتروویروس است. این ویروس نخستین بار سال ۱۹۶۴ در اسکاتلند کشف شد و جزو عوامل اصلی مرگ گربه ها است. که در ایران نیز شیوع دارد. ویروس لوسمی گربه قرابت زیادی با ویروس ایدز گربه سانان دارد.
ویروس لوسمی گربه، ارگان‌های دفاعی از جمله تیموس، طحال، گره‌های لنفاوی و مغز استخوان را مورد هدف قرار داده و به این ترتیب ایمنی حیوان را دچار اختلالات شدید می‌کند و متعاقب آن گربه به انواع عفونت‌های قارچی، انگلی و باکتریایی ثانویه مبتلا می‌شود. ویروس لوسمی گربه می‌تواند تا سالها نهفته بماند و سپس موجب بدخیمی در سلول‌های خونی، ریه، کبد، روده، ایمنی و غدد لنفاوی شود.

## عملکرد ویروس
بعد از انتقال عفونت از یک گربهٔ ناقل به گربه سالم، در مراحل اولیه عفونت، گربه هیچ علامتی نشان نمی‌دهد. بروز علائم ممکن است ماه‌ها و سالها طول بکشد. اما به محض بروز اولین علامت، رفته رفته اوضاع بدتر می‌شود. گاهی هم بعد از بروز یکسری علائم، یک دوره بهبودی حاصل می‌شود اما پس از چند وقت مجدداً علائم بیماری ظاهر می‌شوند. روند بروز علائم بیماری به صورت زیر است:
- از دست دادن اشتها
- کاهش وزن سریع
- بزرگ شدن غدد لنفاوی
- تب مداوم و عود کننده
- بی‌رنگ شدن لثه‌ها و غشاهای مخاطی
- استوماتیت یا التهاب دهان گربه
- عفونت‌های مختلف از جمله عفونت ادراری
- مستعد شدن به بیماری مجاری تحتانی گربه
- اسهال
- اغما و تشنج
- تغییرات رفتاری و سایر اختلالات عصبی
- سقط جنین و سایر نارسایی‌های تولید مثلی

## انتقال ویروس
ویروس لوسمی گربه در بزاق، ترشحات بینی، ادرار، مدفوع و شیر گربه‌های آلوده وجود دارد و معمولاً به صورت مستقیم و با گاز گرفتن حیوان سالم توسط حیوان بیمار منتقل می‌شود. هم گربه‌هایی که علائم واضح دارند و هم آن‌هایی که منبع عفونی بی علامتند، پتانسیل انتقال این ویروس را به جمعیت گربه‌های سالم دارند. اگر مادری به ویروس لوسمی مبتلا باشد می‌تواند آن ر قبل از تولد و بعد از تولد (با شیردهی) به بچه گربه‌ها منتقل کند.
ویروس لوسمی گربه به ندرت از طریق ابزار و ظروف اب، غذا و خاک مشترک نیز منتقل می‌شود اما به‌طور کلی در محیط پایدار نیست.

## درمان
از آنجا که ویروس لوسمی گربه‌ها درمانی ندارد، موثرترین راه جلوگیری از ارتباط با سایر گربه‌ها و انجام واکسیناسیون است.